# Capitulación de Artsaj
La Capitulación de Artsaj se alcanzó el 20 de septiembre de 2023 en un acuerdo de alto el fuego que puso fin a la ofensiva militar azerí contra la autoproclamada proarmenia República de Artsaj en el Alto Karabaj. El acuerdo fue negociado por el contingente ruso de mantenimiento de la paz estacionado en la región desde la segunda guerra del Alto Karabaj en 2020. Según los términos del acuerdo, el Ejército de Defensa de Artsaj fue disuelto. Las fuerzas de paz rusas albergaron en su campo base a 2.261 personas, de las cuales 1.049 eran niños.

## Fondo
El Alto Karabaj era una región en disputa entre Azerbaiyán y los armenios étnicos locales. En 1991 se formó allí un Estado proarmenio separatista llamado en su momento «República del Alto Karabaj», actualmente llamada Artsaj, pero la región siguió siendo reconocida internacionalmente como parte de Azerbaiyán. La República de Artsaj pronto formó su propio ejército, el Ejército de Defensa de Artsaj.
El 19 de septiembre de 2023, Azerbaiyán lanzó una ofensiva militar en la región contra las fuerzas armadas locales de Artsaj. Azerbaiyán citó varios incidentes anteriores con minas terrestres en la región: dos explosiones separadas mataron a seis personas, otra mató a dos empleados del departamento de carreteras de Azerbaiyán, cuatro más murieron mientras respondían al incidente, y otra explosión de mina mató a cuatro soldados y dos civiles. La portavoz del Ministerio de Asuntos Exteriores ruso, María Zajárova, dijo que las fuerzas de paz rusas fueron notificadas sólo "unos minutos" antes de que comenzara la ofensiva azerbaiyana. El Ministerio de Defensa de Azerbaiyán informó que las posiciones en la línea del frente y los puestos de tiro en profundidad y a largo plazo de las formaciones de las fuerzas armadas de Artsaj, así como los recursos de combate y las instalaciones militares habían sido incapacitados utilizando armas de alta precisión.
El 20 de septiembre, las fuerzas armadas de Artsaj dijeron que las tropas azerbaiyanas habían atravesado sus líneas y capturado varias alturas y cruces de carreteras estratégicos. El mismo día, en una conferencia de prensa a primera hora de la mañana, el coronel azerbaiyano Anar Eyvazov llamó a las fuerzas armenias locales a deponer las armas y rendirse. Poco después, las autoridades de la República de Artsaj dijeron que habían aceptado la propuesta del mando del contingente de mantenimiento de la paz ruso sobre un alto el fuego.

## Acuerdo
El acuerdo de alto el fuego se alcanzó el 20 de septiembre de 2023, a las 13:00 AZT, en los siguientes términos: las formaciones de las fuerzas armadas de Artsaj y las formaciones armadas armenias ilegales en la región depongan las armas, abandonen las posiciones de combate y los puestos militares y se desarmen completamente. «Unidades de las fuerzas armadas armenias» abandonan el territorio de Azerbaiyán, las formaciones armadas armenias ilegales se disuelven con la entrega simultánea de todas las armas y equipo pesado, mientras que la implementación de esas condiciones se garantiza en coordinación con el contingente de mantenimiento de la paz ruso. El acuerdo disolvió el Ejército de Defensa de Artsaj después de 31 años, convirtiéndose en un hito en el conflicto del Alto Karabaj. Aunque los términos del acuerdo preveían una rendición completa, se planteó como un alto el fuego más que como un instrumento de rendición, en espera de la conclusión de un futuro tratado de paz entre Azerbaiyán y Armenia.
Las negociaciones mediadas por Rusia comenzaron el 21 de septiembre de 2023 en Yevlax sobre los términos del acuerdo, en particular el desarme de los separatistas armenios y la reintegración de la población de Nagorno-Karabaj a Azerbaiyán. Hasta el 26 de septiembre de 2023, Azerbaiyán había confiscado al enemigo 251.308 municiones, 1.674 pertrechos, 909 armas pequeñas y granadas, 226 medios de defensa antiaérea, 164 dispositivos ópticos y de otro tipo, 75 vehículos automóviles, 47 armas de artillería, 22 vehículos blindados y 21 remolques. El 28 de septiembre de 2023, la lista actualizada incluía 652.842 cartuchos, 6.653 granadas de mortero, 2.722 granadas de cañón y obuses, 2.627 granadas de cañón antiaéreo, 2.266 granadas, 2.132 otras municiones, 2.076 medios de suministro diversos, 1.368 granadas de mano, 1.151 armas pequeñas, 984 cohetes, 132 armas de defensa aérea, 84 lanzagranadas, 39 morteros, 18 vehículos blindados y algunos otros equipos.

## Reacciones
En un discurso televisado más tarde el 20 de septiembre, el presidente de Azerbaiyán, Ilham Alíyev, anunció que el país había "restablecido su soberanía" sobre el Alto Karabaj después de la ofensiva, logrando la "rendición completa" de las fuerzas proarmenias locales.
El primer ministro armenio, Nikol Pashinián, se distanció del acuerdo, diciendo que Armenia no había participado en la redacción del alto el fuego y que "Armenia no tiene un ejército en el Alto Karabaj". No obstante, Pashinián dijo que apoyaba el alto el fuego y que era “muy importante” que se mantuviera. Las protestas en Ereván, la capital de Armenia, comenzaron por la supuesta falta de protección del gobierno a los armenios étnicos, y los manifestantes exigieron la renuncia de Pashinián.

## Consecuencias
La República de Artsaj finalmente acordó disolverse antes del 1 de enero de 2024. Sin embargo, el líder de la autoproclamada república, Samvel Shahramanián, anuló el 22 de diciembre de 2023 la disolución de la región por considerar que no existían documentos legítimos que, en el marco de la legislación de Nagorno Karabaj, previeran dicha medida, lo que implica que la república puede continuar como un gobierno en el exilio. Aun así, dicho acto de facto no llegó a tener alguna relevancia frente a las Fuerzas Armadas de Azerbaiyán y al gobierno azerí, completando la disolución en la fecha acordada. Tras la caída de la república, la práctica totalidad de su población armenia huyó a la vecina república de Armenia.